# 무사시무라야마시
무사시무라야마시(일본어: 武蔵村山市)는 일본 도쿄도 북서부에 있는 시이다.

## 지리
동쪽으로 히가시야마토시, 남쪽으로 다치카와시, 남서쪽으로 훗사시, 서쪽으로 니시타마군 미즈호정과 접하고 북쪽으로 사이타마현 도코로자와시와 접한다.

## 역사
1970년 11월 3일에 설립되었다.

## 산업
자동차 제조사인 프린스 자동차가 이 지역에 공장을 건설하였으며, 이후 프린스가 닛산 자동차로 넘어가면서 닛산의 공장이 되었다. 그러나 공장은 2001년에 폐쇄되었으며, 그곳에서 생산되던 닛산 모델들은 규슈나 도치기현 등에 위치한 다른 공장에서 계속 생산되었다. 현재 옛 공장 자리에는 쇼핑센터가 들어섰다.

## 교통
도쿄도의 시 중에서 유일하게 철도가 지나지 않는다.

## 인구
| 연도 | 인구   | ±%      |
| ---- | ------ | ------- |
| 1920 | 7,165  | —       |
| 1930 | 7,891  | +10.1%  |
| 1940 | 8,989  | +13.9%  |
| 1950 | 10,989 | +22.2%  |
| 1960 | 12,065 | +9.8%   |
| 1970 | 41,275 | +242.1% |
| 1980 | 57,198 | +38.6%  |
| 1990 | 65,562 | +14.6%  |
| 2000 | 66,052 | +0.7%   |
| 2010 | 70,053 | +6.1%   |
| 2020 | 70,829 | +1.1%   |